# Paul Waitz
Paul Waitz (ur. 19 listopada 1899, zm. 18 października 1949) – zbrodniarz nazistowski, więzień funkcyjny w niemieckim obozie koncentracyjnym Buchenwald.
Więzień obozu w Buchewaldzie. W latach 1937–1939 ustanowiono go więźniem funkcyjnym. Sprawował stanowiska starszego bloku (Blockältester) i kapo w kompanii karnej. Nieustannie maltretował podległych mu więźniów. Przynajmniej czterech z nich zakatował na śmierć. 20 kwietnia 1948 został skazany na karę śmierci przez wschodnioniemiecki sąd w Halle. Wyrok zatwierdził 6 grudnia 1948 sąd apelacyjny. Waitz został stracony w październiku 1949.